# Caroline Smith
Caroline Smith, później Macias (ur. 21 lipca 1906 w Cairo, zm. 11 listopada 1994 w Las Vegas) – amerykańska skoczkini do wody, mistrzyni olimpijska z 1924.

## Kariera sportowa
Zdobyła złoty medal w skokach z wieży na igrzyskach olimpijskich w 1924 w Paryżu, wyprzedzając swoją koleżankę z reprezentacji Stanów Zjednoczonych Betty Becker (która zwyciężyła w konkurencji skoków z trampoliny) i Hjördis Töpel ze Szwecji.
Była mistrzynią Stanów Zjednoczonych w skokach z wieży w 1925.
Później pracowała jako tancerka, modelka, aktorka i oficer rozrywkowy na statkach wycieczkowych pływających wzdłuż Wschodniego Wybrzeża.
W 1988 została przyjęta do International Swimming Hall of Fame.